# Pomysk Mały
Pomysk Mały (kaszub. Môłi Pòmësk; niem. Klein Pomeiske) – wieś kaszubska w Polsce, położona w województwie pomorskim, w powiecie bytowskim, w gminie Bytów, na Pojezierzu Bytowskim, przy 228. Siedziba sołectwa Pomysk Mały. w którego skład wchodzą także Leśno (4 mieszkańców) i Międzygórze.
Pomysk Mały leży na trasie nieistniejącej już linii kolejowej (Lębork-Bytów).
| SIMC    | Nazwa       | Rodzaj     |
| ------- | ----------- | ---------- |
| 0741127 | Międzygórze | przysiółek |

W latach 1975–1998 wieś administracyjnie należała do województwa słupskiego.